# Ritterschaft
Der Ausdruck Ritterschaft (mittelhochdeutsch ritterscaft) bezeichnete im Allgemeinen den niederen Adel in Deutschland. Zur Ritterschaft im engeren Sinn wurden aber nur die Angehörigen des niederen Adels gezählt, die rittermäßige Besitzungen (Rittergüter) hatten und als Teil der Landstände die Ritterschaft auf den Landtagen bildeten.

## Begriff
Die Ritterschaft im allgemeinen Sinn bezeichnete damit einen besonderen Geburtsstand neben dem Bürger- und Bauernstand, den niederen Adel, der wiederum vom Hochadel zu unterscheiden war. Der Hochadel gehörte nicht zur Ritterschaft.
Der Wortbestandteil „Ritter“ im Begriff „Ritterschaft“ muss genauso wie in anderen neuzeitlichen Bezeichnungen wie „Ritterbund“ oder der noch weitergehenden Begriffsvermischung „Ritterorden“ relativiert werden. Die „Ritterwürde“, also die Legitimation durch Schwertleite oder Ritterschlag war keine Voraussetzung für die Zugehörigkeit zur Ritterschaft. Vielmehr wurde hier auf die Standesqualität und nicht auf die eigentliche Ritterwürde abgestellt; siehe dazu: Deutscher Adel.

## Einteilung
Die Ritterschaft im engeren Sinn bzw. die gutsbesitzende Ritterschaft wurde zur Zeit des Heiligen Römischen Reiches in Bezug auf Kaiser und Reich entweder in unmittelbare oder mittelbare Ritterschaft eingeteilt.
- Die reichsunmittelbare Ritterschaft war wegen ihrer Besitzungen keinem Reichsfürsten lehenspflichtig, sondern hatte diese direkt vom Kaiser und Reich zum Lehen erhalten. Daher wurde diese Ritterschaft auch unmittelbare Reichsritterschaft genannt, um dadurch ihre Befreiung von der reichsständischen Landeshoheit zum Ausdruck zu bringen.[1] Die Reichsritter gehörten aber – im Gegensatz zum Hohen Adel und den Kirchenfürsten – nicht zu den Reichsständen, da sie nicht im Reichstag vertreten waren. Sie schlossen sich im Fränkischen Ritterkreis, Schwäbischen Ritterkreis und Rheinischen Ritterkreis zusammen. Diese Ritterkreise wurden als Interessenvertretungen der Reichsritterschaft mit dem Ende des Heiligen Römischen Reichs 1806 aufgelöst und die Territorien der reichsfreien Ritter kamen durch Mediatisierung unter die Herrschaft von Mitgliedsstaaten des Deutschen Bundes.

- Die mittelbare Ritterschaft (gelegentlich auch als landesunmittelbar bezeichnet) bestand aus dem landsässigen Adel in den deutschen Provinzen und musste die Landeshoheit desjenigen Reichsstandes als Landesherrn anerkennen, in dessen Land ihre Besitzungen, die Rittergüter lagen, die entweder allodiale oder Lehensgüter sein konnten (oder auch – zumeist landesherrliche – Pfandgüter).

## Politische Funktion
→ Siehe: Geschichte der Landstände und Geschichte der Reichsritterschaft.
Auf den Landtagen bezeichnete sich der dort vertretene Adel, neben den andern Landständen, den Prälaten und den Abgeordneten der Städte, als die Ritterschaft. Die persönliche Landstandschaft des Adeligen hing vom Besitz eines bestimmten Rittergutes und vom Nachweis mehrerer Generationen adeliger Vorfahren (gewöhnlich 16 adeliger Ururgroßeltern) ab. Die landständischen Familien waren in einer Matrikel verzeichnet, was zur Unterscheidung eines immatrikulierten und eines nichtimmatrikulierten Adels führte. Nur der immatrikulierte Adel gehörte zur Ritterschaft.
Im Zusammenhang mit der Wahrnehmung politischer Rechte fing die Ritterschaft an, sich in Verbänden zu organisieren, die ebenfalls als Ritterschaften bezeichnet wurden. Diese Verbände wurden zunächst immer wieder verboten, so in der Goldenen Bulle von 1356 und erneut 1396. Erst 1422 ließ König Sigismund diese Ritterschaften offiziell zu.
Sie übten politische Mitbestimmungsrechte in den Landtagen aus, wo die Rittergutsbesitzer die Ritterschaft innerhalb der Landstände bildeten. Die Landstandschaft stand ursprünglich allen Adligen einer Region als Personalrecht zu, wurde mit der Zeit aber in Form eines Realrechts als Zubehör der Rittergüter selbst angesehen (nobilitas realis). In Preußen und auch in anderen Staaten wurden wegen ihrer Bedeutung für die ständischen und landschaftlichen Wahlen Verzeichnisse der Rittergüter geführt, die sogenannten Rittergutsmatrikel. Während ursprünglich nur Adlige Rittergutsbesitzer sein durften, konnten ab dem 16. Jahrhundert Rittergüter auch von Bürgerlichen erworben werden, wobei die Ritterschaften durch die Immatrikulierung mitwirken mussten. Meist suchten die neuen Rittergutsbesitzer dann beim Landesherrn um Nobilitierung nach und wurden oft auch geadelt. Im 17. Jahrhundert gab es zunehmend auch bürgerliche Rittergutsbesitzer, seit der zweiten Hälfte des 18. Jahrhunderts stieg die Zahl stark an.
Mit dem Erwerb eines Rittergutes gingen auch die mit dem Gut verbundenen Realrechte auf den neuen Eigentümer über. Dazu gehörte zumeist die Niedere Gerichtsbarkeit bzw. Patrimonialjurisdiktion, seltener auch die Hohe Gerichtsbarkeit (in aller Regel wurde die rechtsprechende Gewalt der Rittergutsbesitzer mit der Bauernbefreiung aufgehoben), außerdem die lokale Polizeigewalt (vergleichbar einem Bürgermeister), teilweise noch bis ins 20. Jahrhundert. Ferner die Jagdgerechtigkeit, häufig Fischereirechte, Braugerechtigkeit und andere Bannrechte. Das kirchliche Patronatsrecht ist oft bis heute mit dem Besitz eines Rittergutes verbunden.

## Beispiele
Neben aufgelösten Ritterschaften sind hier noch bestehende privatrechtliche Vereine sowie öffentlich-rechtliche Körperschaften unter der Bezeichnung Ritterschaft aufgeführt. Die Vorsitzenden führen teils die traditionsreiche Amtsbezeichnung Landmarschall (oder, wenn das Amt in einer Familie erblich ist, Erblandmarschall).
- Die Baltischen Ritterschaften, einst an der Regierung in den jeweiligen Ländern im Baltikum beteiligt, wurden private Traditionsvereinigungen ehemals landgesessener Adelsfamilien aus dem Baltikum.
- In Brandenburg (Kur- und Neumark) unterstützte der Ritterschaft (Gutsbesitzer)[3] das Adelsalumnat der Ritterakademie Brandenburg und erhielt dafür so genannte (Schul)-Freistellen für die Söhne wenig situierter Gutsbesitzer. Die Verpflichtung der kurmärkischen Rittergutsbesitzer blieb bestehen und wurde dann durch das zuständige Institut des Kur- und Neumärkischen Ritterschaftlichen Kreditinstituts übernommen. Wie in Ostelbien allgemein üblich wählte die Ritterschaft aus ihrer Mitte regionale Ritterschaftsräte.
- Die Ritterschaft des Herzogtums Bremen ist aus der erstmals 1397 erwähnten Ritterschaft des Erzstiftes Bremen hervorgegangen und heute eine Körperschaft des öffentlichen Rechts mit Sitz in Stade.
- Fränkischer Ritterkreis und Schwäbischer Ritterkreis wurden mit dem Ende des Heiligen Römischen Reichs 1806 aufgelöst, weil sie bis dahin die Interessenvertretungen der Reichsritterschaft – also reichsfreier (reichsunmittelbarer, jedoch nicht reichsständischer) Ritter – waren, die sodann durch Mediatisierung unter die Herrschaft von Mitgliedsstaaten des Deutschen Bundes kamen.
- In Hessen existiert bis heute die 1532 vom Landesfürsten gegründete Althessische Ritterschaft als älteste Stiftung im Bundesland Hessen, die die immatrikulierten landsässigen Adelsfamilien in ihrer Gesamtheit umfasst.
- In Mecklenburg bestand bis 1918 eine Abteilung des Mecklenburgischen Landtags mit der Bezeichnung Ritterschaft, im Gegensatz zu der von den Vertretern der Landstädte gebildeten Landschaft, während sich die Mecklenburgische Ritterschaft aus den Besitzern der Rittergüter zusammensetzte. Das Ritterschaftliche Grundeigentum (also die Gesamtheit der Ländereien der Rittergüter) umfasste zuletzt ca. 46 % der Gesamtfläche Mecklenburgs. Nach 1918 bestand die Ritterschaft bis 1945 als Verein fort. Um die Tradition wiederzubeleben, haben sich nach 1990 einige Wiedereinrichter historischer Gutsbetriebe zur Landschaft Mecklenburg-Vorpommern, einem privaten Verein, zusammengeschlossen.[4]
- Die Pommersche Ritterschaft erhielt vom Landesherrn im 18. Jahrhundert mehrfach finanzielle Zuwendungen, diese Gelder wurden zu größeren Melorationmaßnahmen genutzt.[5] In älteren schwedischen Schriften findet sich noch die Unterteilung in Vorpommersche und Rügianische Ritterschaft.[6] Die Pommersche Ritterschaft war Gewährträgerin der Kreditanstalt Pommersche Landschaft.
- Die mit Auflösung des Heiligen Römischen Reichs 1806 ausgelöste Rheinische Ritterschaft reorganisierte sich 1837 als Körperschaft des öffentlichen Rechts unter dem Namen Genossenschaft des Rheinischen Ritterbürtigen Adels. Die dem historischen Adel zuzurechnenden Besitzer der Rittergüter in der früheren preußischen Rheinprovinz können Mitglied werden. Sitz ist seit 1925 Schloss Ehreshoven an der Agger.
- Im vormaligen Herzogtum Sachsen-Lauenburg (territorial weitgehend deckungsgleich mit dem heutigen Kreis Herzogtum Lauenburg) besteht die Lauenburgische Ritterschaft, hervorgegangen aus der dort bis 1876 (Eingliederung in Schleswig-Holstein) landständisch regierenden Ritter- und Landschaft (Lauenburg). Ihr gehören die Eigentümer der lauenburgischen Rittergüter an, einerlei ob aus dem historischen Adels- oder Bürgerstande stammend.
- In Schlesien nahmen Abgesandte der Ritterschaft[7] regelmäßig Einfluss auf die Taxgestaltung[8] ihres Kreditunternehmens, der Schlesischen Landschaft.
- Die Schleswig-Holsteinische Ritterschaft ist heute eine private Vereinigung in Schleswig-Holstein, in der die adligen Familien, die im Lande ein Rittergut besitzen, zusammengeschlossen sind.[9] Sie unterscheiden sich in die Equites Originarii (die „ursprünglichen Ritter“) und die Equites Recepti (die „aufgenommenen Ritter“). Ferner gehören zu ihnen die Adelsfamilien aus der Lauenburgischen Ritterschaft (siehe oben). Die schleswig-holsteinischen Rittergüter führen die Bezeichnung Adliges Gut, unabhängig von der Zuordnung ihres jeweiligen Besitzers zum historischen Adels- oder Bürgerstand. Mitglieder der Ritterschaft sind jedoch nur die adligen Familien.

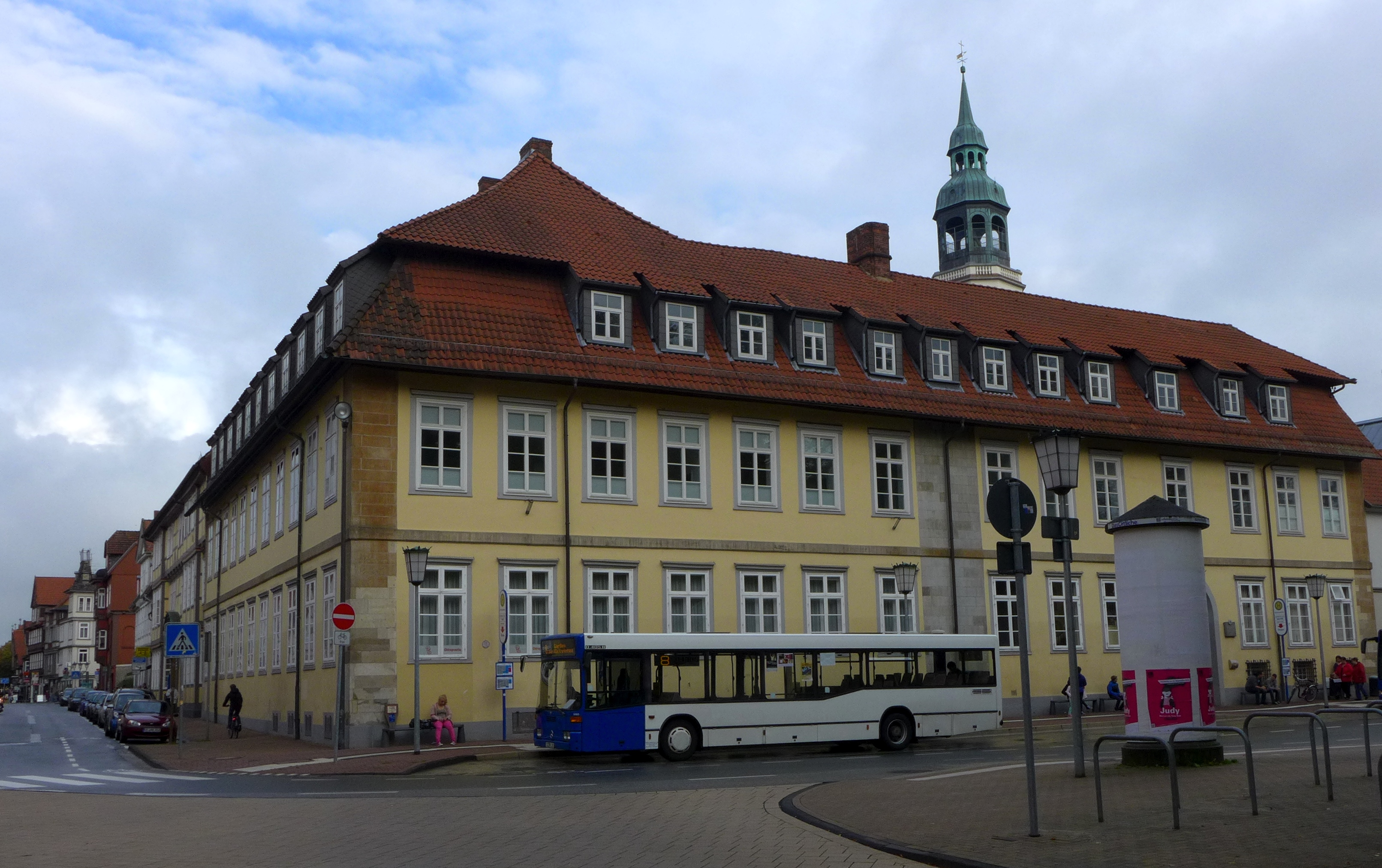
Gebäude der Ritterschaft und der Landschaft des vormaligen Fürstentums Lüneburg in Celle

### Ritterschaften in Niedersachsen

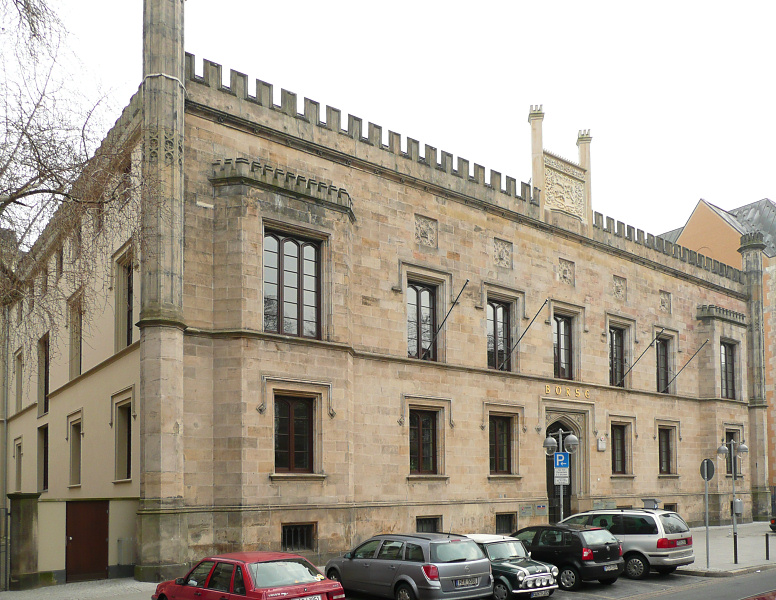
Sitz der Calenberg-Grubenhagenschen Landschaft in Hannover

In Niedersachsen sind die Ritterschaften keine privaten Vereine, sondern Körperschaften des öffentlichen Rechts und durch Artikel 72 der Niedersächsischen Verfassung in ihrem Bestand geschützt. Auch ständische Rechte sind in Rudimenten erhalten, denn die Ritterschaften sind Teil der Landschaften und Landschaftsverbände in Niedersachsen, die unter anderem regionale Wissenschafts- und Kulturförderung betreiben.
Regional organisiert sind niedersächsische Ritterschaften nach den früheren Fürstentümern. Mitglieder sind nach wie vor die Eigentümer der in den Rittergutsmatrikeln immatrikulierten Rittergüter. Immatrikulierte Mitglieder sind die Besitzer eines Rittergutes (mit einer land- oder forstwirtschaftlichen Mindestfläche sowie einem castrum, also Herrenhaus) – und zwar unabhängig davon, ob diese Familien dem historischen Adels- oder Bürgerstand zuzurechnen sind.
So ist die Ritterschaft des Herzogtums Bremen Mitglied der Landschaft der Herzogtümer Bremen und Verden, die Lüneburgische Ritterschaft Mitglied der Landschaft des vormaligen Fürstentums Lüneburg, die Osnabrücker Ritterschaft Mitglied der Landschaft des ehemaligen Fürstentums Osnabrück, die Schaumburgische Ritterschaft Mitglied der Schaumburger Landschaft, die Hoya-Diepholzsche Ritterschaft Mitglied der Hoya-Diepholzschen Landschaft, die Ritterschaft des ehemaligen Hochstifts Hildesheim Mitglied der Landschaft des vormaligen Fürstentums Hildesheim, die Ritterschaft des vormaligen Fürstentums Calenberg-Grubenhagen-Göttingen Mitglied der Calenberg-Grubenhagenschen Landschaft. Letztere Ritterschaft ist zugleich Mitglied im Landschaftsverband Südniedersachsen und Landschaftsverband Hameln-Pyrmont.
Die Ritterschaften Niedersachsens besitzen teilweise noch ihre alten Ständehäuser, wo sie ihre Versammlungen abhalten. Manche Ritterschaften sind auch Trägerinnen ritterschaftlicher bzw. landschaftlicher Kreditanstalten. Die Ritterschaften von Hildesheim und Calenberg sind Träger des Calenberger Kreditvereins, einer öffentlich-rechtlichen Hypotheken- und Pfandbriefbank. Die Ritterschaft des Herzogtums Bremen ist Trägerin des Ritterschaftlichen Kreditinstituts Stade. Die Ritterschaft im alten Herzogtum Braunschweig dagegen führte nur bis 1991 eine eigene Bank, den 1862 gegründeten Braunschweigischen ritterschaftlichen Kreditverein.